# Inicijativa naučnika
Inicjiativa naučnika (IN – Scholars' Initiative) – međunarodni istraživački projekat koji okuplja više od 250 uglednih istoričara i stručnjaka iz oblasti humanističkih i društvenih nauka nauka iz 27 država sa pet kontinenata
(Albanije, Australije, Austrije, Bosne i Hercegovine, Crne Gore, Danske, Egipta, Francuske, Grčke, Holandije, Hrvatske, Italije, Izraela, Kanade, Kosova, Luksemburga, Mađarske, Makedonije, Nemačke, Norveške, Novog Zelanda, Rumunije, Slovačke, Slovenije, Srbije, Švajcarske, Ukrajine, Velike Britanije i SAD). Projekat istraživanja konflikata i kontroverzi na prostorima bivše Jugoslavije pokrenut je na inicijativu uglednih američkih profesora istorije Čarlsa Ingrua (Ingrao) sa Perdju (Purdue) univerziteta u Indijani, i Tomasa Emerta (Emmert) sa Gustav Adolf koledža (Gustavus Adolphus College) u Minesoti.

## Nastanak i razvoj
Ideja o IN rodila se 1997. godine, kad je srpski istoričar i diplomata Dušan Bataković izrazio interesovanje za dijalog srpskih i zapadnih istoričara. Dijalog bi doprineo obnavljanju profesionalnih veza, prekinutih u vreme ratova za jugoslovensko nasleđe u poslednjoj deceniji 20. veka. Uz finansijsku podršku niza institucionalnih donatora, ideja je poprimila mnogo veće razmere. Početna donacija Američkog instituta za mir (U.S. Institute of Peace) i istrajna podrška profesora, političara i diplomate Danijela Servera preobrazili su skroman dijalog istoričara u inicijativu regionalnih razmera, koja je obuhvatila širok spektar naučnih disciplina. Pol Mekarti i osoblje Nacionalne zadužbine za demokratiju (National Endowment for Democracy) obezbedili su finansijska sredstva za istraživanja naučnika iz bivših jugoslovenskih republika, a Ivan Vejvoda i Balkanski fond za demokratiju u sklopu Nemačkog Maršalovog fonda (German Marshall Fund – Balkan Trust) angažovali su tim od deset novinara za održavanje veza s medijima u glavnim gradovima država naslednica, kao i u Banja Luci, Novom Sadu i Prištini. Projekat su financijski podržali još Filozofski fakultet Perdju univerziteta (Purdue University's College of Liberal Arts), donatori Fakulteta Fred i Rut Graf, Institut za istorijsku pravdu i pomirenje (The Institute for Historical Justice and Reconciliation), Nacionalni savet za evroazijske i istočnoevropske studije (National Council for Eurasian and East European Research) te brojni pojedinci i institucije, koje su ugostile niz konferencija IN.

## Ciljevi i zadaci projekta
Paralelno uz široku podršku javnosti, članovi IN postavili su takođe smele ciljeve: (1) da se uspostave trajne veze i podstakne dialog naučnika iz svih krajeva bivše Jugoslavije, Zapadne Evrope i Severne Amerike; (2) da se obezbedi platforma za prikupljanje i analizu izvora i literature svih strana umešanih u jugoslavenki konflikt; (3) da se sprovedu rezultati originalna istraživanja koja bi, između ostalog, razotkrila bar neke mitove i rešila bar neke kontroverze, koje su opterećivale komunikaciju naučnika iz različitih zemalja i uzajamno razumevanje naroda bivše Jugoslavije; (4) da se preko javnih medija utiče na svest svih naroda bivše Jugoslavije; (5) da se podstaknu politički (i drugi) lideri da zauzmu ona stanovišta u javnoj raspravi koja doprinose stvaranju dodirnih tačaka, bez obzira na etničke i verske razlike, i (6) da se stvori model transnacionalnog dijaloga između istraživača širom Centralne Evrope.
Ispunjenje spomenutih ciljeva je bilo veliki izazov, jer su u svim diskusijama o jugoslovenskom sukobu sve strane bile saglasne sa činjenicom da je istorija odigrala ključnu ulogu u oblikovanju javnog mnjenja. Nažalost, svaka nacionalna grupa je istorijske činjenice tumačila na svoj način. S nezavisnošću bivših jugoslovenskih republika, elite su u opravdavanju stvaranja samostalnih nacionalnih država negovale uzajamno isključive, etnocentrične istorijske narative. Neizbežno, svaki narativ raspolaže jednim brojem nesumnjivih »istina«, od kojih su mnoge izvrnute ili nesumnjivo lažne, prećutkujući »nezgodne činjenice« koje govore u prilog multietničke koegzistencije ili opravdavaju tumačenja drugih nacionalnih grupa. Ove isključive interpretacije dovele su do nepoverenja među narodima, te mržnje među susedima koji su više decenija živjeli zajedno. Največi jaz napravljen je između Srba i drugih etničkih grupa u Bosni i Hercegovini, Hrvatskoj, Sloveniji i na Kosovu. U rukama nacionalističkih političara, novinara i akademika su tragični događaji u 90. godinama 20. veka bili toliko iskrivljeni, da su i posle oružanih sukoba jačale međusobne optužbe, koje su dodatno povećavale kulturni jaz između Srba i njihovih suseda.
Od potpisivanja dejtonskog sporazuma međunarodna zajednica pokušava premostiti jaz između naroda u regionu. Neki zapadni mediji, kao Glas Amerike, Radio Slobodna Evropa i BBC su sledili takve uređivačke politike, a nevladine organizacije, kao što su Sorošova, Fridrih-Nojmanova i Bertelsmanova fondacija sponzorisale su niz programa sa ciljem da ojačaju međusobno poverenje (npr. program »ljudi ljudima«). Haški sud je pažljivo istražio i predstavio javnosti mnoge ratne zločine svih strana uključenih u jugoslovenski konflikt . To nije, međutim, značajno uticalo na »patriotska« tumačenja političkih lidera - i »mejnstrim« medija koja su dominirala javnim životom dugo posle rata. To je posebno bio slučaj sa Srbijom, gde su mnogi novi demokratski lideri kao i većina medija sve do kraja prve decenije 21. veka ćutke prelazili preko zločina Miloševićevog režima ili ih negirali.
IN nastoji da premosti jaz između znanja o tragičnim događajima koji su se odigrali u periodu od 1986. do 2000. godine i ukaže na iskrivljena tumačenja nacionalističkih političara i medija, koja su dominirali u javnosti. S obzirom na moguća različita tumačenja, IN sigurno neće biti u stanju da reši sva sporna pitanja. Cilj projekta je da podstakne razumnu debatu tako što će ozbiljnim istraživnjem utvrditi neosporne činjenice i diskreditovati neosnovane mitove i sve to prezentovati javnosti kroz saradnju sa medijima i državnim zvaničnicima. Samo međunarodni konzorcijum eminentnih stručnjaka je u stranju da obezbedi zajedničku, legitimnu i ubedljivu interpretaciju događaja koju će podržati umereni lideri sa svih strana. Kredibilitet IN ne zasniva se samo na naučnom ugledu učesnika, nego i na nepristrasnosti metodologije, jer ona prikuplja i ispituje dokaze i tumačenja svih upletenih u jugoslovenski sukob. Univerzalnom naučnom metodologijom zatim utvrđuje da li tumačenja imaju uporišta u dostupnim činjenicama.

## Kontroverze
Nijedna diskusija o jugoslovenskoj tragediji ne može da se pokrene bez dubljeg istorijskog konteksta, posebno ne bez pregleda međuetničkih odnosa i nosilaca nacionalizma u poslednja dva veka. IN je fokusirala svoje istraživanje, analizu i javni uticaj na ključne kontroverze oko kojih su se najviše sporili narodi i politike bivše Jugoslavije. IN predstavlja pokušaj istoričara i istraživača drugih humanističkih nauka da ogoljavanjem i diskreditovanjem svih mitova o jugoslovenskim konfliktima i istvoremenim iznošenjem neospornih ali nezgodnih činjenica poznatih njihovim bivšim neprijateljima, ospore tendenciozne narative nacionalista kojima su ovi tako uspešno podelili narode centralne Evrope. Njen rad ovaploćen je u istraživanju jedanaest timova istoričara i istraživača drugih humanističkih nauka. Svaki tim je imao zadatak da se usredsredi na pojedinu grupu pitanja koja opterećuju uzajamno razumevanje između Srba i njihovih protivnika iz vremena rata:
1. Kosovo za vreme autonomije, 1974-1990 – Članovi grupe tražili su odgovor na pitanje u kojoj su meri kosovski Srbi bili diskriminisani i zastrašivani od strane albanske većine? Da li je postojala i kakva je bila razlika između realnosti i percepcije srpske manjine? Kakva je bila uloga medija i zvaničnika u oblikovanju tih percepcija? Koji su motivi podstakli egzodus Srba sa Kosova? U kojoj su meri Albanci bili zadovoljni sa autonomijom Kosova? Kakva je bila podrška za promenu statusa pokrajine?
2. Raspad Jugoslavije – Članovi grupe pokušavali su da pojasne ulogu intelektualaca i njihovo delovanje u procesu raspada Jugoslavije. Šta je motivisalo ključne slovenačke, hrvatske i srpske politike? Koliko su one kršile ustav SFRJ? Da li je ukidanje autonomije Vojvodine i Kosova bilo legalno i opravdano? Ko je kakav doprinos dao raspadu Jugoslavije? Ova pitanja su tokom protekle dve decenije generisala ogromnu naučnu produkciju. Otud je, na predlog politikologa Lenarda Koena, projekt poručio zasebnu knjigu, State Collapse in South-Eastern Europe: New Perspectives on Yugoslavia's Disintegration (West Lafayette, IN: Purdue University Press, 2008), koju su uredili Lenard Koen i Jasna Dragović-Soso. Usto, iz istog tima su docnije potekla i tri članka istoričarke i politikološkinje Sabrine Ramet i drugih članova istraživaćkog tima, koji su se pojavili u dva specijalna broja časopisa Nationalities Papers i Südosteuropa, objedinjavajući desetak detaljnih analiza i izveštaja sudeonika projekta iz različitih timova.
3. Nezavisnost i sudbina manjina, 1991-1992 – U početku je namera ove istraživačke grupe bila da prikaže sudbinu pojedinih manjinskih zajednica u bivšoj Jugoslaviji u 1990-im. Kasnije je počela da se bavi pojednim pitanjima: kakav je bio plan Franje Tuđmana u 1991? Koliko su bile realne pretnje srpskoj manjini u Hrvatskoj i Bosni? Koja je bila svrha »Islamske deklaracije« Alije Izetbegovića ? U kojoj su meri bosanski Srbi i Hrvati bili motivisani strahom, odnosno željom da stvore veliku Srbiju ili veliku Hrvatsku? Kakva je bila uloga bošnjačko-hrvatske koalicije u Bosni? Imaju li legitiminitet referendum i potonje otcepljenje Bosne i Hercegovine od Jugoslavije?
4. Etničko čišćenje i ratni zločini, 1991-1995 – Grupa je prvobitno trebalo da se bavi etničkim čišćenjem koje je hrvatska vojska sprovela tokom akcija »Bljesak« i »Oluja« 1995, ali je kasnije na zahtev govornika na skupu u Sarajevu u 2002. proširila istraživanja i na Bosnu i Hercegovinu, i na period od 1991 do 1995. Ovaj tim je tražio odgovore na nekoliko otvorenih pitanja: koji su bili ciljevi zaraćenih strana? Kada i gde su se pojavili prvi akti etničkog nasilja i ko je stajao iza njih? U kojoj su meri elita i mediji promovisali etničku mržnju i etničko čišćenje? Koliko je obimno bilo etničko čišćenje u Hrvatskoj i Bosni? Koliko rasprostranjena i organizovana su bila ubistva, silovanja, deportacije, pljačke, proterivanja?
5. Međunarodna zajednica i SRJ/zaraćene strane, 1989-1997 – Grupa je razmatrala ulogu međunarodne zajednice u jugoslovenskoj krizi u prvoj polovini 1990-ih godina, posebno ulogu Evropske zajednice i Sjedinjenih američkih država u raspadu Jugoslavije. Koji su bili motivi međunarodnih činilaca? Koliko su bili realni mirovni planovi za Hrvatsku i Bosnu? Zašto su propali?
6. Sigurne zone – Koliko su zaraćene strane prekršile odredbe rezolucija o zaštićenih područjima? Koje su ratne zločine počinile zaraćene strane? U kojoj su meri sa strateškog stajališta bili opravdani opkoljavanje i opsada Sarajeva? Šta se desilo u Srebrenici i ko je ustvari odgovoran za te događaje?
7. Rat u Hrvatskoj, 1991-1995 – Grupa je razmatrala sve faze rata u Hrvatskoj i etničkog čišćenja, te naročito ulogu međunarodne zajednice u naoružavanju, obuci i taktičkom navođenju hrvatske vojske u periodu 1993-1995. Takođe ispitivano je u kojoj su meri krajiški Srbi svojevoljno izbegli, a u su kojoj meri bili su deportovali, kao i kakvi su zločini počinjeni nad Srbima koji su ostali u Hrvatskoj. Na kraju su članovi grupe pokušali odgovoriti na pitanje, kakvu su ulogu u događajima u Hrvatskoj odigrali hrvatsko i srpsko političko i vojno rukovodstvo.
8. Kosovo pod Miloševićevim režimom – Grupa se uglavnom bavila pitanjima zakonitosti i opravdanosti reakcija srpskih vlasti na Kosovu, posebno načinom delovanja srpskog režima na Kosovu i albanskog odgovora. Kada i zašto su albanski pobunjenici pribegli nasilju? Ko su bili pripadnici Oslobodilačke vojske Kosova i kakav je bio njihov krajnji cilj? U kojoj meri je bila opravdana reakcija Beograda?
9. Rat na Kosovu, 1998-1999 – Grupa je razmatrala sledeća pitanja: Šta je motivisalo SAD i njihove NATO saveznike? Šta bi se desilo na Kosovu, da NATO nije intervenisao? Da li je diktat zapadnih sila u Rambujeu bio opravdan? Koliki je bio obim ratnih zločina koje su počinili vojnici jugoslovenske vojske, srpske specijalne policije, srpskih paravojnih formacija? Da li je neko pošao u zbeg zbog NATO bombi?[4]
10. Međunarodni tribunal za ratne zločine na području bivše Jugoslavije – Grupa je razmatrala pitanje u kojoj meri je Međunarodni krivični sud za bivšu Jugoslaviju bio političko telo, koliko je bio nezavistan i da li je taj sud bio antisrpski?
11. Suživot ili međusobna mržnja? – Članovi grupe pokušavali su naći odgovor na pitanje do koje mere su jugoslovenski narodi mogli da žive zajedno? Koliko su to želeli i na koji način je zajednićki život ostao prisutan u kolektivnom pamćenju?

## Rad i rezultati
Da bi što verodostojnije odgovorili na gore navedena pitanja, istraživači su kritičku analizu postojeće literature i izvora prokušavali dopuniti intervjujima sa ljudima koji su aktivno uticali na događaje tokom jugoslovenske krize. Članovi IN intervjuisali su neke od šefova država bivše Jugoslavije (Stjepana Mesića, Vojislava Koštunicu, Aliju Izetbegovića), bivšeg državnog sekretara SAD Džejmsa Bejkera, i neke druge osobe (kao na primjer Ibrahima Rugovu, Biljanu Plavšić i dr.). Na taj način članovi projekta pokušali su da uzmu u obzir različite pristupe i perspektive o tome šta se tada dešavalo u bivšoj Jugoslaviji, i rasvetle ovaj problem iz nekoliko aspekata.
U okviru projekta bilo je do sada organizovao nekoliko naučnih skupova. Prvo okupljanje učesnika projekta održano je u Moroviću u Vojvodini septembra 2001. godine, pod pokroviteljstvom srpskog Ministarstva prosvete i kulture, vlade AP Vojvodine, Univerziteta u Novom Sadu i opštine Novi sad, kao i uz podršku velikog broja nacionalnih i regionalnih nevladinih organizacija. Učesnici su: (1) odredili obim istraživačkog projekta i identifikovali kontraverze i druga pitanja koja zaslužuju posebnu pažnju; (2) pokušavali su identifikovati, sa kojim paralelnim istraživanjima bi IN bila stanju da koordinira neke od svojih aktivnosti; (3) usvojili procedure za uključivanje novih istraživača i izabrali vođe istraživačkih grupa (4) odobrili izmene u programu projekta; i (5) utvrdili metodološke standarde za istraživanja i tumačenja.
Učesnici sastanka su zaključili da je projekat već dostigao visok nivo prepoznavanja u javnosti, čemu su najviše doprinele publikacije članova projekta (naučne monografije, novinski članci, članci u časopisima) i njihovi intervjuji štampanim i elektronskim medijima. Sastanak je privukao interesovanje najistaknutijih političara u srpskoj i jugoslovenskoj vladi i svih vrsta medija.
Nedugo posle organizacionog skupa u Moroviću sastavljen je detaljan plan u kojem su bili jasno nabrojani principi, politika i procedure za postavljanje postova na internet prezentaciju projekta. Od tada, ključne odluke su se sudeonicima projekta rutinski slale elektronskom poštom. Istraživački timovi su se prvi put sastali u Sarajevu, jula 2002. Konferenciji, održanoj u lokalnom sedištu Ujedinjenih nacija, prisustvovalo je 63 naučnika iz 16 zemalja, uključujući i naučnike iz svih bivših jugoslovenskih republika i pokrajina. Sastanak je bio posvećen kritici i unapređenju programa deset istraživačkih grupa, raspravama o platformi objava i diskusiji o intenziviranju kontakata sa medijima.
Vođe timova su se ponovo sastale u Edmontonu, septembra 2003, da bi prezentovale ono što će prerasti u izveštaje pojedinih timova. Nacrti izveštaja najprije su bili razmatrani na elektronskim konferencijama, na kojima su svi članovi projekta tekstove mogli pregledati izveštaje i komentarisati ih. Na osnovu ovih komentara vođe istraživačkih grupa su dopunjavale i menjale tekstove. Izveštaji u nastajanju bili su kasnije razmatrani na tematskim konferencijama. Članovi prvog tima okupili su se oktobru 2004, na sastanku na Ohajo Stejt univerzitetu (Ohio State University), pripadnici drugog tima u novembru 2004 u Naučno-istraživačkom centru Slovenačke akademije nauka i umetnosti u Ljubljani, članovi četvrte, pete, šeste, sedme i jedanaeste grupe decembra 2004 na Andrašijevom univerzitetu (Universität Andrássy) u Budapeštu, članovi prvog i osmog tima u decembru 2004 konferenciji u Skoplju i članovi trećeg, devetog i desetog tima u februaru 2005 u Vašingtonu. Usledile su još konferencije pri Američkom istorijskom udruženju (American Historical Association) u Filadelfiji u januaru 2006, i u junu 2007 na Institutu za istorijsku pravdu i pomirenje (Institute for Historical Justice and Reconciliation) u Salcburgu.
Proces pregledanja, korigovanja i proširenja početnih verzija sa sastanka u Edmontonu trajao je četiri godine, sve do odobravanja i poslednjih izveštaja timova u jesen 2007. Tokom ovog procesa, o pojedinačnim doprinosima i konačnim verzijama izveštaja redovno se diskutovalo na nivou tima, pre nego što su se oni prosleđivali svim učesnicima projekta, koji su imali pravo na iscrpne komentare. Po završetku svakog kruga kritike, svi komentari su objedinjavani i dostavljani elektronskom poštom svim učesnicima projekta, kako bi obavili stručnu reviziju svih verzija, od prve do poslednje. Većina izveštaja imala je osam do deset verzija pre nego što je konačno prošla javnu i katkada oštru kritiku učesnika projekta. Kad bi prošao i tu konačnu proveru, izveštaj je smesta bivao distribuiran medijima i brojnim nevladinim organizacijama u regionu, vladi u Vašingtonu, EU i državama nastalim na tlu bivše Jugoslavije, kako bi se podstakla javna svest i diskusija.

## Publikacije
Projekat IN je u svim dosadašnjim fazama imao međunarodni eho i doneo rezultate. Više izdavača je je podržalo objavljivanje rezultata IN, pre svega direktor Purdue University Press, Tomas Bečer, kao i urednik Nationalities Papers Stiv Sejbol, kao i urednica Südosteuropa Mari-Žanin Kalik. Dosadašnji rezultati projekta su objavljeni u elektronskom obliku na sajtu projekta (www.cla.purdue.edu/si), u štampanom formatu u posebnom izdanju Nationalities Papers i Südosteuropa i u naučnim monografijama:
- EMMERT, Thomas Allan (ur.), INGRAO, Charles W. (ur.). Conflict in South-Eastern Europe at the end of the twentieth century: a "Scholars' Initiative" assesses some of the controversies, (Nations and nationalism of Eastern Europe and the former USSR). London; New York: Routledge, 2006.
- INGRAO, Charles W. (ur.), EMMERT, Thomas Allan (ur.). Confronting the Yugoslav controversies: a scholars' initiative, (Central European studies). West Lafayette (Indiana): Purdue University Press, 2009.
- INGRAO, Charles W. (ur.), EMMERT, Thomas A., Suočavanje s jugoslavenskim kontroverzama: inicijativa naučnika: centralnoevropske studije, (Biblioteka Memorija). Sarajevo: Buybook, 2010.
- INGRAO, Charles W. (ur.), EMMERT, Thomas Allan (ur.). Confronting the Yugoslav controversies: a scholars' initiative, (Central European studies). Second ed. West Lafayette (Indiana): Purdue University Press, cop. 2013.

## Spoljašnje veze
Zvanična prezentacija projekta: https://web.archive.org/web/20120825233937/http://www.cla.purdue.edu/history/facstaff/Ingrao/si/scholars.htm